# Kaspaza-6
Kaspaza-6 (EC 3.4.22.59, CASP-6, apoptotička proteaza Mch-2, Mch2) je enzim. Ovaj enzim katalizuje sledeću hemijsku reakciju
Neophodno je prisustvo Asp ostatka u P1 poziciji. Preferentno dolazi do razlaganja sekvence Val-Glu-His-Asp-
Kaspaza-6 je efektor/izvršilac kaspaze, kao što su i kaspaza-3 (EC 3.4.22.56) i kaspaza-7 (EC 3.4.22.60).

## Literatura
- Nicholas C. Price; Lewis Stevens (1999). Fundamentals of Enzymology: The Cell and Molecular Biology of Catalytic Proteins (Third изд.). USA: Oxford University Press. ISBN 019850229X.
- Eric J. Toone (2006). Advances in Enzymology and Related Areas of Molecular Biology, Protein Evolution (Volume 75 изд.). Wiley-Interscience. ISBN 0471205036.
- Branden C; Tooze J. Introduction to Protein Structure. New York, NY: Garland Publishing. ISBN 0-8153-2305-0.
- Irwin H. Segel. Enzyme Kinetics: Behavior and Analysis of Rapid Equilibrium and Steady-State Enzyme Systems (Book 44 изд.). Wiley Classics Library. ISBN 0471303097.

## Spoljašnje veze
- Caspase-6 на 